# Membránový protein
Membránový protein je jakýkoliv protein, který je navázán či jinak asociován s jakoukoliv membránou v buňce. Až 30 % všech přirozeně se vyskytujících proteinů je uloženo v buněčných membránách. Membránové proteiny umožňují membránový transport, tedy přenos různých látek buněčnou membránou, která je  tvořená lipidovou dvouvrstvou (fosfolipidy) a je polopropustná (semipermeabilní).

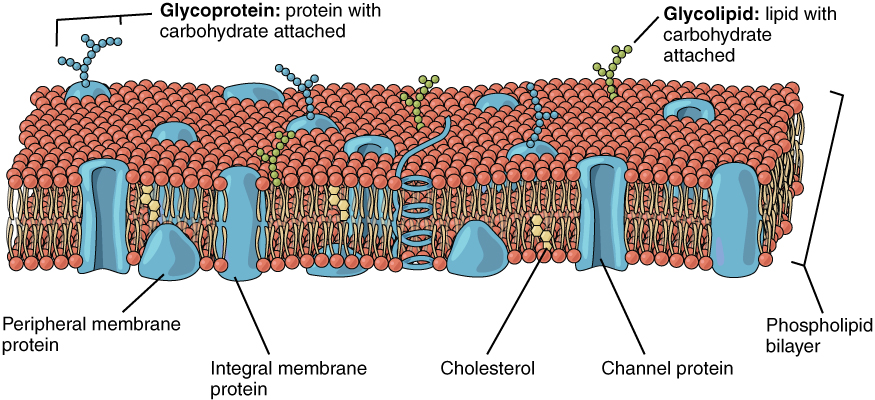
Model membránové fosfolipidové dvojvrstvy s membránovými proteiny a dalšími sloučeninami.

Membránové proteiny se dělí podle umístění v membráně na dvě skupiny:
- integrální membránové proteiny, které jsou natrvalo integrovány do dvojité lipidové vrstvy membrány. Mohou buď proniknout membránou (transmembránové proteiny) nebo se spojit s jednou nebo druhou stranou membrány (integrální monotopické proteiny).

- periferní membránové proteiny, které jsou vázané na povrch membrány a jsou s ní spojeny přechodně.

K membránovým proteinům například patří různé enzymatické komplexy spojené s membránou, antigeny na povrchu buněk nebo různé receptory.
Membránové proteiny mají velký lékařský význam. Mnoho léků působí právě na membránové proteiny jako na terapeutickou cílovou strukturu.

## Klasifikace podle struktury

Schematické znázornění různých typů interakce mezi monotopickými membránovými proteiny a buněčnou membránou: 1. interakce α-šroubovicí rovnoběžnou s membránovou rovinou (in-plane membránová šroubovice) 2. interakce hydrofobní smyčkou 3. interakce kovalentně vázaným membránovým lipidem (lipidace) 4. elektrostatické nebo iontové interakce s membránovými lipidy (např. prostřednictvím vápenatého iontu)

### Integrální membránové proteiny

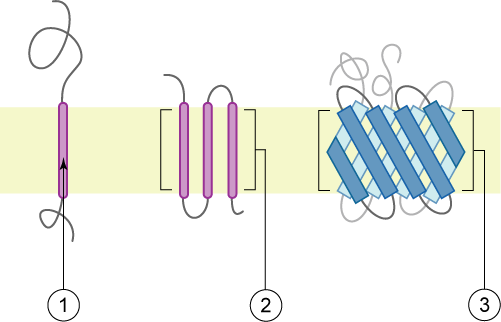
Schematické znázornění transmembránových proteinů v membráně (světle hnědý pruh):1. bitopický protein – jedna α-šroubovice2. polytopický protein – α-spirálovitý protein
3. polytopický protein – β-skládaný list

Integrální membránové proteiny jsou trvale a pevně vázané k membráně, nejčastěji navázáním na hydrofobní vnitřek fosfolipidové dvouvrstvy.
Takové proteiny mohou být odděleny od biologických membrán pouze pomocí detergentů, nepolárních rozpouštědel nebo někdy denaturačních činidel.
Integrální membránové proteiny jsou rozděleny podle svého vztahu s dvojvrstvou membrány na integrální monotopické proteiny a transmembránové proteiny (bitopické nebo polytopické proteiny):
- Integrální monotopické proteiny jsou navázané pouze k jedné straně membrány.
- Integrální bitopické proteiny jsou transmembránové proteiny, které přes membránu procházejí pouze jednou.

- Integrální polytopické proteiny jsou transmembránové proteiny, které přes membránu procházejí více než jednou. Tyto proteiny mají jednu ze dvou struktur:
  - Alfa-šroubovice (α-helix), které jsou přítomny ve všech typech biologických membrán.
  - Beta-skládané listy (β-sheet), které často vytvářejí beta-barely. Nacházejí se pouze ve vnějších membránách gramnegativních bakterií a vnějších membránách mitochondrií a chloroplastů.

### Periferní membránové proteiny
Periferní membránové proteiny jsou volně navázané na membránu, často pomocí vazeb na jiné membránové proteiny nebo navázáním na fosfátové hlavičky lipidové dvouvrstvy. Periferní membránové proteiny jsou dočasně připojeny buď k lipidové dvojvrstvě nebo k integrálním proteinům kombinací hydrofobních, elektrostatických a jiných nekovalentních interakcí. Po jejich aktivaci často dochází k jejich uvolnění z membrány.
Periferní proteiny se disociují po ošetření polárním činidlem, jako je roztok se zvýšeným pH nebo vysokými koncentracemi soli.

## Klasifikace podle topologie

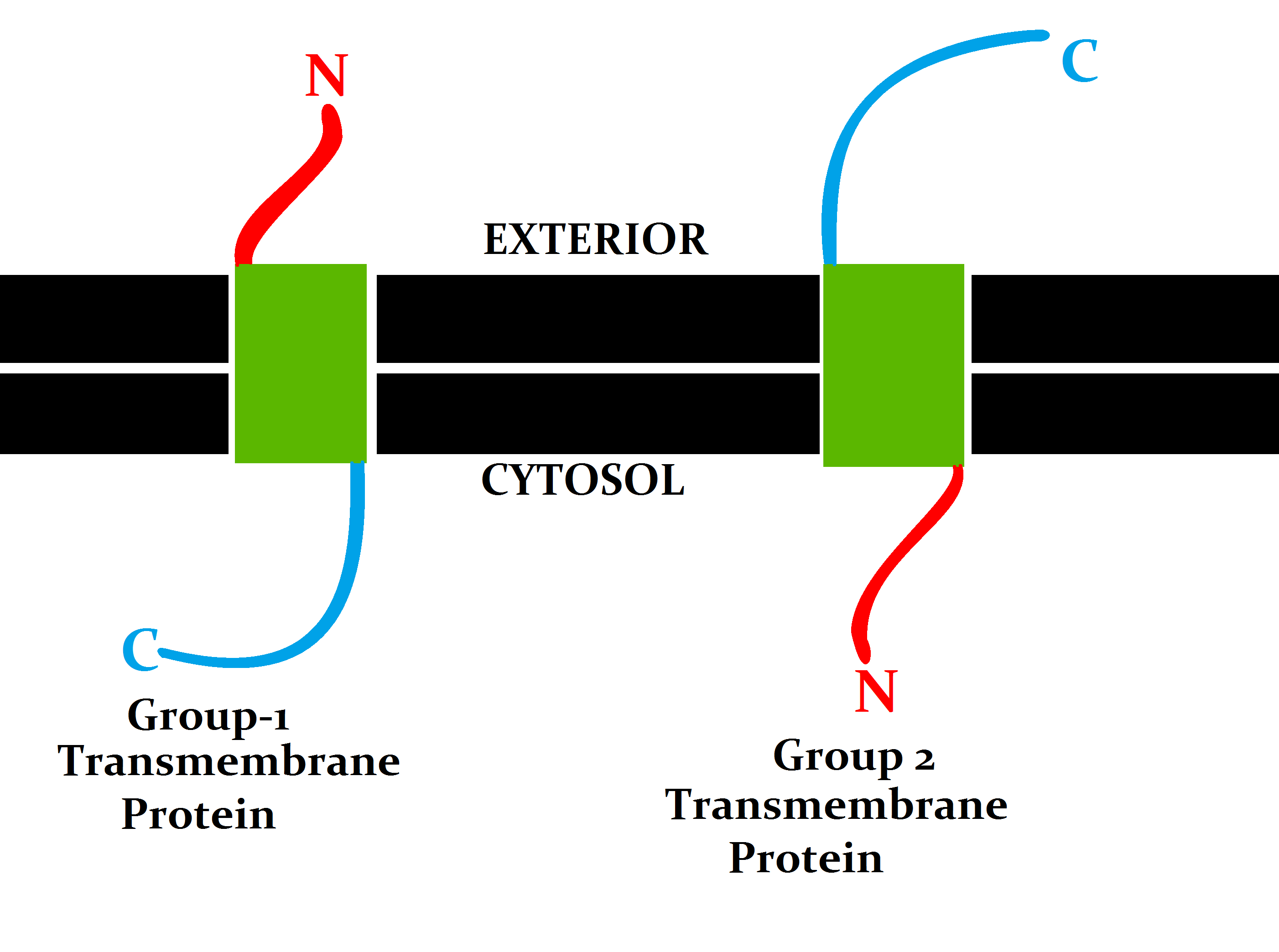
Srovnání I. a II. typu membránového proteinu. Dvojvrstva membrány znázorněna černě (exterior - vnější část, cytosol - vnitřní část buňky), protein zeleně (C-terminus modře, N-terminus červeně)

Membránové proteiny, především ty bitopické, jsou rozděleny na sedm typů podle polohy proteinu a jeho ukončení na různých stranách lipidové dvojvrstvy:
I. typ – membránou procházejí pouze jednou a C-terminus (C-konec) proteinu je na vnitřní straně membrány. C-terminus je označení pro ten konec polypeptidu nebo proteinu, který končí karboxylovou skupinou –COOH.

II. typ – membránou procházejí pouze jednou a N-terminus (N-konec, také amino-konec) proteinu je na vnitřní straně membrány. N-terminus je označení pro ten konec polypeptidu nebo proteinu, který končí skupinou aminu –NH2.

III. typ - membránový protein procházející membránou několikrát. E = extracelulární prostorP = plazmatická membránaI = intracelulární prostor

III. typ – membránou procházejí několikrát.
IV. typ – v membráně tvoří transmembránový kanál tvořený několika doménami proteinu.
V. typ – jsou navázané k fosfolipidům membrány, a to pomocí kovalentních vazeb.
VI. typ – zároveň přecházejí membránu a zároveň jsou navázané k fosfolipidům.

## Funkce
Membránové proteiny plní řadu funkcí životně důležitých pro přežití organismů. Patří mezi ně například tyto funkce:
- Aktivita enzymů - membránové enzymy mohou mít mnoho aktivit, jako je oxidoreduktáza, transferáza nebo hydroláza.
- Signalizace - proteiny membránových receptorů přenášejí signály mezi vnitřním a vnějším prostředím buňky.
- Transport - transportní proteiny přenášejí molekuly a ionty přes membránu.
- Rozpoznávání buněk - molekuly buněčné adheze umožňují buňkám vzájemně se identifikovat a interagovat. Jsou to například proteiny podílející se na imunitní odpovědi.
- Umožňují ukotvení k cytoskeletu a extracelulární matrici.
- Umožňují připojení buněk.